# (1553) Bauersfelda
(1553) Bauersfelda ist ein Asteroid des Hauptgürtels, der am 13. Januar 1940 vom deutschen Astronomen Karl Wilhelm Reinmuth in Heidelberg entdeckt wurde.
Benannt ist der Asteroid nach dem deutschen Ingenieur Walther Bauersfeld.